# Wilhelm Kroll

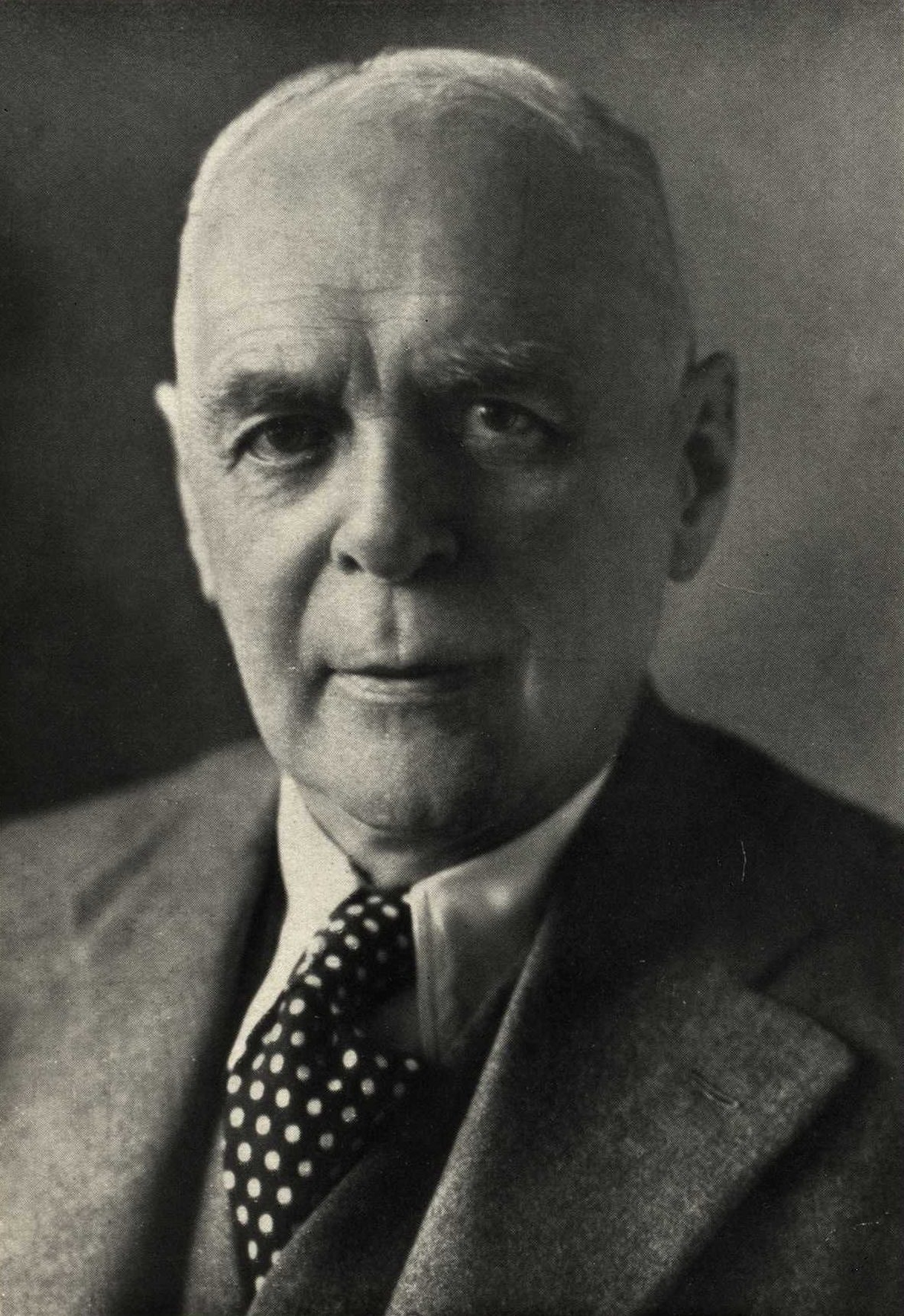
Wilhelm Kroll.

Wilhelm Kroll, född den 7 oktober 1869 i Frankenstein in Schlesien, död den 21 april 1939 i Berlin, var en tysk klassisk filolog.
Kroll var professor i Greifswald (från 1899, efter Eduard Norden), i Münster (från 1906) och slutligen i Breslau (från 1913, efter Franz Skutsch). Han blev emeritus 1935. Han är mest känd som redaktör för Realencyclopädie der classischen Altertumswissenschaft.

### Editioner
- Vettii Valentis Anthologiarum libri. Primum edidit Guilelmus Kroll, Weidmann, Berlin, 1908.
- Iulii Firmici Materni Matheseos libri VIII, 2 band, utgivna av W. Kroll, F. Skutsch och K. Ziegler, Teubner, Stuttgart, 1897–1913.
- Historia Alexandri Magni (Pseudo-Callisthenes). Vol. 1: Recensio vetusta, utgiven av W. Kroll, band 1., Weidmann, Berlin, 1926.